# Manogea
Manogea – rodzaj pająków z rodziny krzyżakowatych i podrodziny Cyrtophorinae. Obejmuje 3 opisane gatunki. Zamieszkują krainę neotropikalną, od Meksyku po Argentynę.

## Morfologia
Samice osiągają od 3,7 do 14,4 mm, a samce od 2,7 do 4,8 mm długości ciała; u poszczególnych gatunków długość ciała samca wynosi od połowy do ¾ długości ciała samicy. Karapaks jest żółtawy z trzema ciemniejszymi przepaskami. U samicy region głowowy karapaksu jest wąski, węższy niż u Kapogea i Cyrtophora. Ośmioro oczu rozmieszczonych jest na nim w dwóch szeregach. Oczy pary przednio-bocznej leżą bardziej z tyłu niż pary przednio-środkowej. Oczy w szeregu przednim leżą w równych odstępach lub przednio-środkowe leżą bliżej przednio-bocznych niż siebie. Oczy pary tylno-bocznej leżą na równi z tymi pary tylno-środkowej lub bardziej z tyłu niż one. Oczy w szeregu tylnym leżą w równych odstępach. Oczy przednio-środkowe są największe, zaś przednio-boczne najmniejsze. Oczy par środkowych rozmieszczone są na planie nieco dłuższego niż szerszego trapezu z podstawą przednią dłuższą od tylnej. Wysokość nadustka jest znacznie mniejsza niż średnica oczu pary przednio-środkowej. Szczękoczułki są ubarwione żółtawo. Warga dolna i endyty mają brązowe zabarwienie. Sternum jest brązowe z nieregularną, jaśniejszą przepaską podłużną.
Odnóża są żółtawe, miejscami z ciemniejszymi liniami. Są one smukłe, smuklejsze niż u Kapogea i Cyrtophora, o łącznej długości rzepki i golenia wynoszącej dziesięciokrotność szerokości goleni. Wszystkie uda są tak długie jak golenie i rzepki tej samej pary, czasem uda pierwszej pary są nieco krótsze. Łączna długość nadstopia i stopy jest mniejsza od łącznej długości rzepki i goleni tej samej pary.
Opistosoma (odwłok) ma kształt rurkowaty do owalnego z parą guzów na przedzie, co wyraźnie odróżnia ten rodzaj od Agriope i Gea. Ubarwienie opistosomy cechuje się podłużnym paskiem na wierzchu oraz czarniawym spodem z parą białych przepasek. Kądziołki przędne pozbawione są gruczołów wiciowatych i zagregowanych. Płytka płciowa samicy jest słabo zesklerotyzowana i ma parę otworów, a za nimi parę kubkowatych struktur, które mogą być zesklerotyzowane lub nie.
Nogogłaszczki samca mają pojedynczą szczecinkę makroskopową na rzepce i dwie na goleni. Tak jak u innych krzyżakowatych paracymbium, apofiza medialna i radix zrośnięte są z cymbium. Bulbus odznacza się spiczastym konduktorem umieszczonym na tegulum, miękką apofizą medialną przypominającą tę u rodzaju Kapogea oraz słabo zesklerotyzowanym embolusem, którego szczytowa część odłamuje się w trakcie kopulacji, blokując płytkę płciową samicy.

## Ekologia i występowanie
Pająki te zasiedlają wilgotne lasy, skraje lasów, formacje krzewiaste (cerrado) i łąkowe (campo). Budują poziome sieci łowne pozbawione nici lepkich, podobne do tych spotykanych u rodzaju Mecynogea.
Rodzaj neotropikalny, rozsiedlony od południowego Meksyku przez Amerykę Centralną i większą część Ameryki Południowej po Paragwaj i północną Argentynę.

## Taksonomia
Takson ten wprowadzony został w 1997 roku przez Herberta Waltera Leviego. Gatunkiem typowym autor ten wyznaczył Miranda porracea. Nazwa Manogea nawiązuje do rodzaju Gea.
Do rodzaju tego należą trzy opisane gatunki:
- Manogea gaira Levi, 1997
- Manogea porracea (C. L. Koch, 1838)
- Manogea triforma Levi, 1997